# Чорнодід Андрій Юхимович
Андрій Юхимович Чорнодід (нар. 30 листопада 1938 Нове Місто,Тиврівський район, Вінницька область, Українська РСР ) — радянський і український архітектор.

## Біографія
Народився 30 листопада 1938 року в селі Новому Місті Тиврівського району Вінницької області УРСР. 1968 року закінчив Київський інженерно-будівельний інститут.
Працює в Українському державному проектному інституті проектування міст на посаді головного архітектора проектів.
Лауреат Державної премії УРСР імені Т. Г. Шевченка (за 1981 рік; С. П. Сліпцем (архітектором, керівником авторського колективу), М. П. Лушпою (архітектором, співавтором проекту), І. Л. Петровою (інженером-конструктором, автором проекту) за Сумський театр драми і музичної комедії імені М. С. Щепкіна).

## Роботи
Співавтор проекту Сумського театру драми і музичної комедії імені М. С. Щепкіна (1980), учасник пошуків загального об'ємно-просторового і архітектурного планування приміщення. Головний розробник основних креслень з архітектурної частини проекту будівлі. Серед інших споруд:
- кінотеатр «Зоряний» у Києві (1987);
- житловий район «Новий» у Павлограді (1972—1995);
- будинок народних промислів у Монастирищі (1995);
- церкви:
  - Успіння Божої Матері в Княжій Криниці (1996—2000);
  - Святого Миколая Чудотворця в Монастирищі (1997);
- реконструкція Київського театру оперети (1975—1977) та інше.

Автор статті «Театр в Івано-Франківську» («Строительство и архитектура», 1982 рік, № 2).